# コソル
コソル(Caussols)は、フランスの南東部に位置するアルプ＝マリティーム県のコミューンである。CERGAの天文台があることで知られる。